# Французьке королівство

Королівство Франція у 1000

Королівство Франція у 1789

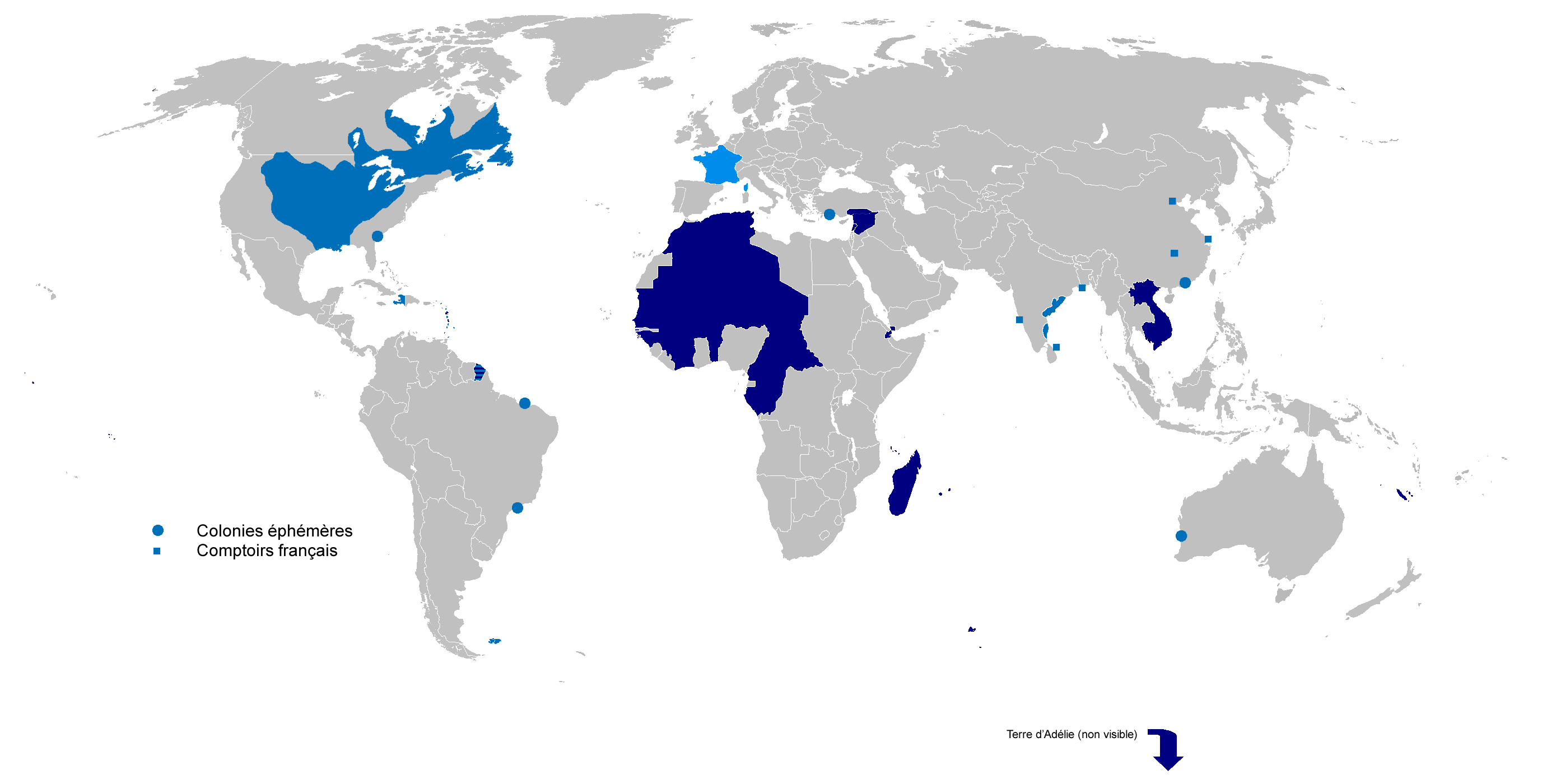
Мапа першої (світло-синій) та другої (темно-синій) французьких колоніальних імперій

Французьке королівство (давньофр. Reaume de France; середньофр. Royaulme de France; фр. Royaume de France) — історіографічна назва, що надавалась різним політичним утворенням на території Франції в середньовічний та ранньомодерний період. Королівство було однією з наймогутніших держав Європи й великою державою з часів Високого середньовіччя. Королівство стало однією з перших європейських колоніальних держав з колоніальними володіннями по всьому світу.
Королівство постало у 843 році як Західне Франкське королівство (лат. Francia Occidentalis), утворене на західній частині Каролінзської імперії згідно з Верденським договором. Гілка династії каролінгів продовжувала правити до 987 року, коли королем був обраний Гуго Капет, який заснував династію капетингів. У період Високого середньовіччя ця територія залишалася відома як Франція (лат. Francia), а її правитель як «король франків» (лат. rex Francorum). У 1190 році першим королем, який почав називати себе «король Франції» (лат. rex Francie), а не «король франків», став Філіп II Август й він же офіційно прийняв цей титул у 1204 році. Відтоді і аж до скасування монархії в 1792 році під час Французької революції, Французьким королівством постійно правили Капетинги та їхні бічні лінії — Валуа та Бурбони. Протягом двох періодів часу (1284—1328 та 1572—1620 років) Французьке королівство перебувало в персональній унії з Наваррським королівством, після чого установи Наварри були скасовані й вона була повністю анексована Францією (хоча король Франції продовжував використовувати титул «король Наварри» до кінця монархії).
Французьке королівство в середні віки було децентралізованою феодальною монархією. У Бретані та Каталонії (нині входить до складу Іспанії) влада французького короля майже не відчувалася. Лотарингія і Прованс були державами Священної Римської імперії і ще не входили до складу Франції. Спочатку західнофранкські королі обиралися світськими та церковними магнатами, але регулярна коронація старшого сина правлячого короля за життя його батька встановила принцип чоловічого первородства, який набув кодифікації в Салічному законі. Під час пізнього середньовіччя суперництво між династією Капетингів, правителями Французького королівства та їхніми васалами — домом Плантагенетів, які, окрім великих спадкових територій у Французькому королівстві, також правили Англійським королівством як частиною їхньої конкуруючої з Францією Анжуйської імперії, призвело до багатьох збройних конфліктів. Найвідомішим з них є низка конфліктів, відомих як Столітня війна (1337—1453), під час якої королі Англії претендували на французький престол. Вийшовши переможцем із зазначених конфліктів, Французьке королівство згодом намагалось поширити свій вплив на Італію, але зазнала поразки в Італійських війнах (1494—1559 років) від Іспанії та Священної Римської імперії.
З початком Нового часу Французьке королівство ставало дедалі більш централізованим. Французька мова почала витісняти інші мови з офіційного вжитку й монарх розширив свою абсолютну владу, хоча адміністративна система (Старий режим) залишалась урізніманітнена історичними та регіональними відмінностями в оподаткуванні, правовому, судовому та канонічному провадженні, а також місцевими прерогативами. Релігійно Франція стала розділеною між католицькою більшістю та протестантською меншиною (гугенотами), що призвело до серії громадянських воєн — Релігійних війн (1562—1598). Релігійні війни завдали шкоди Франції, але тріумфальна перемога над Іспанією та Габсбурзькою монархією в Тридцятилітній війні знову перетворила Францію на наймогутнішу державу континента. У XVII столітті за правління Людовика XIV королівство стало домінуючою культурною, політичною та військовою силою Європи. Одночасно Франція створила свою першу колоніальну імперію в Азії, Африці та Америці. Перша французька колоніальна імперія на своєму піку в 1680 році займала понад 10 000 000 квадратних кілометрів і стала на той час другою за величиною імперією у світі після Іспанської імперії. Колоніальні конфлікти з Великою Британією призвели до втрати більшої частини французьких північноамериканських володінь до 1763 року. Французьке втручання у Війну за незалежність США допомогло забезпечити незалежність нових Сполучених Штатів Америки, але було витратним і малорезультативним для самої Франції.
Французьке королівство прийняло письмову конституцію в 1791 році, але через рік монархія була скасована і замінена Першою французькою республікою. Монархія була відновлена іншими великими державами в 1814 році й проіснувала (за винятком «Ста днів» у 1815 році) до Французької революції 1848 року.

## Політична історія

### Західне Франкське королівство
Середньовіччя ознаменувалося нескінченною боротьбою за владу у Франкському королівстві між франкськими династіями.
Карл Великий, що правив з 768 по 814 рік, припинив внутрішні розбрати й значно розширив кордони свого королівства, а у 800 році був оголошений королем Священної Римської імперії. Протягом останніх років правління Карла Великого на північні та західні кордони Франкського королівства стали все активніше нападати скандинавські вікінги.
Після смерті Карла Великого в 814 році його спадкоємці не змогли зберегти політичну єдність і імперія почала розпадатись. Після розділення імперії між трьома внуками Карла Великого згідно з Верденським договором 843 року, каролінги продовжували утримувати трон у всіх трьох новостворених країнах: Західному, Середньому (Лотарингії) та Східному Франкському королівстві, при цьому Карл Лисий правив Західним Франкським королівством, ядром того, що з часом перетворилось у Французьке королівство.
У 869 році, після смерті бездітного Лотара II, Карл Лисий також був коронований королем Лотарінгії, але за Мерсенським договором (870) був змушений поступитися більшою частиною Лотарінгії своєму брату, королю Східного франкського королівства Людовику Німецькому. Карл зберіг за Західним Франкським королівством басейни річок Рона і Маас (включаючи міста Верден, В'єнн і Безансон), але був змушений передати Рейнланд з Аахеном, Мецом та Тріром до складу Східного Франкського королівства.

### Високе Середньовіччя
Після смерті в 987 році останнього представника династії Каролінгів Людовика V Лінивого, трон у Західно-Франкському королівстві посів Гуго Капет (правив в 987—996 рр.), герцог Франконський та граф Паризький, який заснував династію Капетингів. Разом із своїми бічними гілками, династіями Валуа і Бурбонів, Капетинги правили Францією понад 800 років.
Старий порядок залишив новій династії безпосередній контроль над невеликою частиною середньої Сени та прилеглими територіями, тоді як могутні територіальні лорди, такі як графи Блуасські в X—XI ст. накопичили великі територіальні володіння, сформовані завдяки вдалим шлюбам і через приватні домовленості з меншими дворянами про захист і підтримку.
В IX—X століттях тривали активіні вторгнення вікінгів до внутрішніх районів королівства по руслам Луари, Сени та інших річок. Під час правління Карла Простакуватого (898—922) скандинавським норманам на чолі з Ролло було надано дозвіл оселитись вздовж Сени, нижче за течією від Парижа, в регіоні, який став відомий як Нормандія.
Територія навколо нижньої Сени стала джерелом постійних проблем після того, як герцог Нормандії Вільгельм Завойовник в 1066 році захопив Англійське королівство і став за межами Франції (де він ще номінально підлягав короні) рівними королю за своїм статусом.
Нащадок Вільгельма, перший англійський король з династії Плантагенетів Генріх II успадкував Англійське королівство та Нормандське герцогство від матері, а також Анжуйське, Турське і Менське графства від батька. В 1152 році він одружився з колишньою королевою Франції, герцогінею Аквітанською Алієонор, яка правила більшою частиною земель південно-західної Франції. Після перемоги над заколотом під проводом Алієнор та її синів, Генріх ув'язнив Алієнор, зробив герцогство Бретань своїм васалом і фактично створив Анжуйську імперію, до якої входила більша частина західної Франції, яка за розміром значно перевищувала землі, що залишались під контролем французьких королів. Однак суперечки між нащадками Генріха щодо поділу його французьких територій у поєднанні з довготривалою відсутністю в королівстві Річарда Левове Серце та невдалим протистоянням його брата Іоана Безземельного з королем Франції Філіппом II Августом, дозволили останньому відновити вплив Французького королівства на більшу частину материкових територій Анжуйської імперії. Після перемоги Франції в Битві при Бувіні у 1214 році, англійські монархи зберегли владу лише в південно-західному герцогстві Гієнь.
У XI ст. попри тяглі війни з Англійським королівством настав час відродження економіки і процвітання наук. В той самий час країна втягнулась в Хрестові походи — священні війни, яку вела Католицька церква з нехристиянськими народами Палестини та Близького Сходу.

### Пізнє Середньовіччя і Столітня війна
Смерть Карла IV у 1328 році без спадкоємців чоловічої статі поклала край головній лінії Капетингів. За Салічним законом корона не могла передаватись через жінок (дочкою Філіпа IV була Ізабелла, сином якої був Едуард III Англійський), тому трон перейшов до Філіппа VI, сина Карла Валуа. Це, на додаток до тривалої суперечки щодо прав на Гасконське герцогство на півдні Франції, а також відносин між Англією та фламандськими суконними містами, призвело до Столітньої війни 1337—1453 років. У наступному столітті відбулися нищівні війни, селянські повстання (Селянське повстання 1381 р. в Англії і Жакерія 1358 р. у Франції) та зростання націоналізму в обох країнах.
Втрати населення протягом Столітньої війни були дуже значними, зокрема через чуму (Чорна смерть, зазвичай вважається спалахом бубонної чуми), яка прийшла з Італії в 1348 році, швидко поширюючись долиною Рони. а звідти по більшій частині країни: підраховано, що населення сучасної Франції в 18–20 мільйонів на момент декларації податку на вогнище 1328 року скоротилося через 150 років на 50 відсотків або більше.

### Відродження і Реформація
Доба Відродження відзначалася появою потужних централізованих інституцій, а також розквітом культури (значні впливи на яку надходили з Італії). Королі побудували сильну фіскальну систему, яка посилила владу короля і дозволила йому створювати армії, що значно переважали армії місцевої знаті. В країні, особливо в Парижі, постали сильні традиції в літературі, мистецтві та музиці. Переважаючим стилем був класичний.
У 1539 році Франциск I видав указ Вілле-Котре, який в значній мірі був результатом роботи канцлера Гійома Пойє. Указ впорядковував низку державних, судових і церковних питань. Найвідоміші статті указу 110 і 111 закликали використовувати французьку мову в усіх правових актах, нотаріально посвідчених договорах та офіційному законодавстві.

#### Італійські війни
Після Столітньої війни Карл VIII підписав три додаткові договори з Генріхом VII Англійським, Максиміліаном I Габсбургом і Фернандо II Арагонським відповідно в Етаплі (1492), Сенлі (1493) і Барселоні (1493). Ці три договори відкрили Франції можливість розпочати низку довгих Італійських воєн (1494—1559), які поклали початок Франції раннього Нового часу. Проте більш ніж шестидесятирічні зусилля Франції здобути владу в Італії закінчились безрезультатно і після укладення в 1559 році Като-Камбрезького мирного договору, що завершив останню з Італійських воєн, Франція остаточно відмовилась від домінування в Італії на користь дому Габсбургів. Певною компенсацією цього стало повернення французького контролю над Кале — останнього бастіону Англії на території Франції.

#### Релігійні війни
Ледве завершилися Італійські війни, як Франція була занурена у внутрішню кризу з далекосяжними наслідками. Незважаючи на укладення Болонського конкордату між Францією та папством (1516 р.), що надав короні неперевершену владу у вищих церковних посадах, Франція була глибоко вражена спробою протестантської Реформації зламати гегемонію католицької Європи. Зростаюча міська протестантська меншина (пізніше названа гугеноти) стикалася з дедалі суворішими репресіями від сина Франциска I, короля Генріха II. Після смерті Генріха II у битві, країною правили його вдова Катерина Медічі та її сини Франциск II, Карл IX і Генріх III. Відновлена католицька реакція на чолі з могутніми герцогами Гізами завершилася різаниною гугенотів (1562 р.), розпочавши першу з французьких релігійних воєн, під час якої англійські, німецькі та іспанські війська втрутилися на стороні конкуруючих протестантських і католицьких сил. На противагу абсолютній монархії, гугеноти-монархомахи у цей час обстоювали право на повстання і легітимність тираноциду.
Кульмінацією релігійних війн стала Війна трьох Генріхів, у якій Генріх III убив Генріха де Гіза, лідера підтримуваної Іспанією Католицької ліги, після чого прихильники останнього вбили у відповідь самого короля. Після вбивства як Генріха де Гіза (1588), так і Генріха III (1589), конфлікт був закінчений вступом на престол протестантського короля Наварри Генріха IV (першого короля з династії Бурбонів). Після того. як у 1593 р. Генріх IV зрікся протестантської релігії та зі словами «Париж вартий меси» прийняв католицизм, він був прийнятий більшістю католицького істеблішменту (1594 р.) і Папою (1595 р.). В 1598 році він видав декрет про толерантність, відомоий як Нантський едикт, який гарантував свободу приватного віросповідання та громадянську рівність.

### Період раннього Нового часу

#### Французька колоніальна імперія
Не дивлячись на розруху, яку завдали країні релігійні війни, замирення Франції за Генріха IV в значній мірі заклало фундамент для початку піднесення Франції до європейської гегемонії. Французьке королівство проводило активну експансіоністську політику протягом усього цього періоду, за виключенням кінця XVII століття. Французи розпочали торгівлю в Індії та Мадагаскарі, заснували Квебек і проникли до північноамериканських Великих озер і Міссісіпі, створили плантаційну економіку в Вест-Індії, розширили свої торгові контакти в Леванті та суттєво збільшили свій торговий флот.

#### Тридцятилітня війна
Син Генріха IV, Людовик XIII і його міністр кардинал Рішельє (1624—1642) розробили і втілили успішну політику, спрямовану проти Іспанії та Священної Римської імперії під час Тридцятилітньої війни (1618—1648), яка розгорілася в Німеччині. Вже після смерті короля і кардинала Вестфальський мир (1648) закріпив визнання політичної та релігійної роздробленості Німеччини. Регентство Анни Австрійської та її міністра кардинала Мазаріні пережили громадянське повстання, відоме як Фронда (1648—1653), яка переросла у франко-іспанську війну (1653—1659). Піренейський договір (1659 р.), укладений після розгрому швидкоплинної Каталонської республіки під протекторатом французького короля Людовика XIII, офіційно закріпив захоплення Францією іспанської території Руссільйон і започаткував короткий період миру.

#### Адміністративні структури
Французький термін «Старий порядок» (фр. Ancien Régime) або просто «Колишній режим», відноситься насамперед до аристократичної, соціальної та політичної системи Франції в ранньому Новому часі під час пізніх династій Валуа і Бурбонів. Адміністративні та соціальні структури Старого порядку були результатом багаторічного державотворення, законодавчих актів (наприклад, Постанова Вілле-Коттере), внутрішніх конфліктів і громадянських воєн, але вони залишалися заплутаним клаптем місцевих привілеїв та історичних відмінностей допоки Французька революція не призвела до радикального усунення адміністративної неузгодженості.

#### Людовик XIV, король-сонце

Людовик XIV, картина Гіацинта Ріго, 1701

Протягом більшої частини правління Людовика XIV (1643—1715) («Короля-Сонця»), Франція була домінуючою силою в Європі, завдяки дипломатії наступника кардинала Рішельє на посаді головного міністра короля, кардинала Джуліо Мазаріні (1642—1661). Кардинал Мазаріні керував створенням французького королівського флоту, який конкурував з англійським, збільшивши його з 25 майже до 200 кораблів. Чисельність армії також була значно збільшена. Відновлені війни (Деволюційна війна, 1667–68 та Франко-голландська війна, 1672–78) принесли подальші територіальні здобутки (Артуа, Західна Фландрія та Вільне графство Бургундське, віддане раніше в 1482 р. Імперії), але ціною все більш узгодженої опозиції конкуруючих королівських сил і накопичення все більшого державного боргу. Прихильник теорії «Божого права королів», яка обстоює божественне походження мирської влади та будь-яку відсутність земних обмежень монархічного правління, Людовик XIV продовжив роботу своїх попередників зі створення централізованої держави, керованої зі столиці в Парижі. Він прагнув ліквідувати залишки феодалізму, що все ще зберігалися в деяких частинах Франції, і, примушуючи аристократичну еліту регулярно перебувати в його розкішному Версальському палаці, побудованому на околицях Парижа, зумів утихомирити аристократію, багато членів якої брали участь у повстанні Фронди за часів молодості Людовіка. Таким чином він зміцнив систему абсолютної монархії у Франції, яка проіснувала 150 років до Французької революції. Маккейб каже, що критики використовували опис деградуючого турецького двору з «гаремом, султанським двором, східним деспотизмом, розкішшю, дорогоцінним каменням та прянощами, килимами та шовковими подушками» як аналогію з корумпованістю французького королівського двору.
Король намагався нав'язати країні повну релігійну одноманітність, скасувавши Нантський едикт 1685 року. Була прийнята сумнозвісна практика «драгонад», згідно з якою грубих солдатів навмисно розміщували в будинках гугенотів і дозволяли їм безкарну поведінку — крадіжки, ґвалтування, катування та вбивство дорослих і немовлят у їхніх лачугах. Підраховано, що від 150 000 до 300 000 протестантів втекли з Франції під час хвилі переслідувань, що послідувала після скасування Нантського едикту (наслідуючи приклад гугенотів, які залишили країну за сто п'ятдесят років до того), що коштувало Франції втрати дуже великої кількості інтелектуалів, ремісників та інших цінних людей. Переслідування також поширювалося на неортодоксальних римо-католиків, як-от янсеністів, групу, яка заперечувала свободу волі і вже була засуджена папами. Людовик не був теологом і мало розумів складні доктрини янсенізму, задовольняючись тим, що вони загрожували єдності держави. Цим він завоював дружбу з папством, яке раніше вороже ставилося до Франції через його політику передачі всієї церковної власності в країні під юрисдикцію держави, а не Риму.
У листопаді 1700 року помер бездітний іспанський король Карл II, що поклало край династії Габсбургів у цій країні. Людовик довго чекав цього моменту і тепер планував посадити на трон родича Бурбонів Філіпа, герцога Анжуйського (1683—1746). По суті, Іспанія мала стати вічним союзником і навіть слухняним сателітом Франції, яким керуватиме король, що виконуватиме накази з Версаля. Розуміючи, як це порушить баланс сил в Європі, інші європейські правителі були категорично не згодні з такою пропозицією. Проте більшість альтернатив були однаково небажаними. Наприклад, сходження іншого Габсбурга на іспанський трон призвела б до відтворення великої багатонаціональної імперії Карла V (1500—1558) — Священної Римської імперії, Іспанії та двох Сицилій, що також сильно порушило б баланс сил. Після дев'яти років виснажливої Війни Аугсбурзької ліги (1688–97) найменше, чого хотів Людовік — це ще одного збройного конфлікту. Однак решта Європи не погодилась з його амбіціями в Іспанії і лише через три роки після закінчення попередньої війни в Європі почалася тривала Війна за іспанську спадщину (1701—1714).

#### Інакомислення, просвітництво і революція

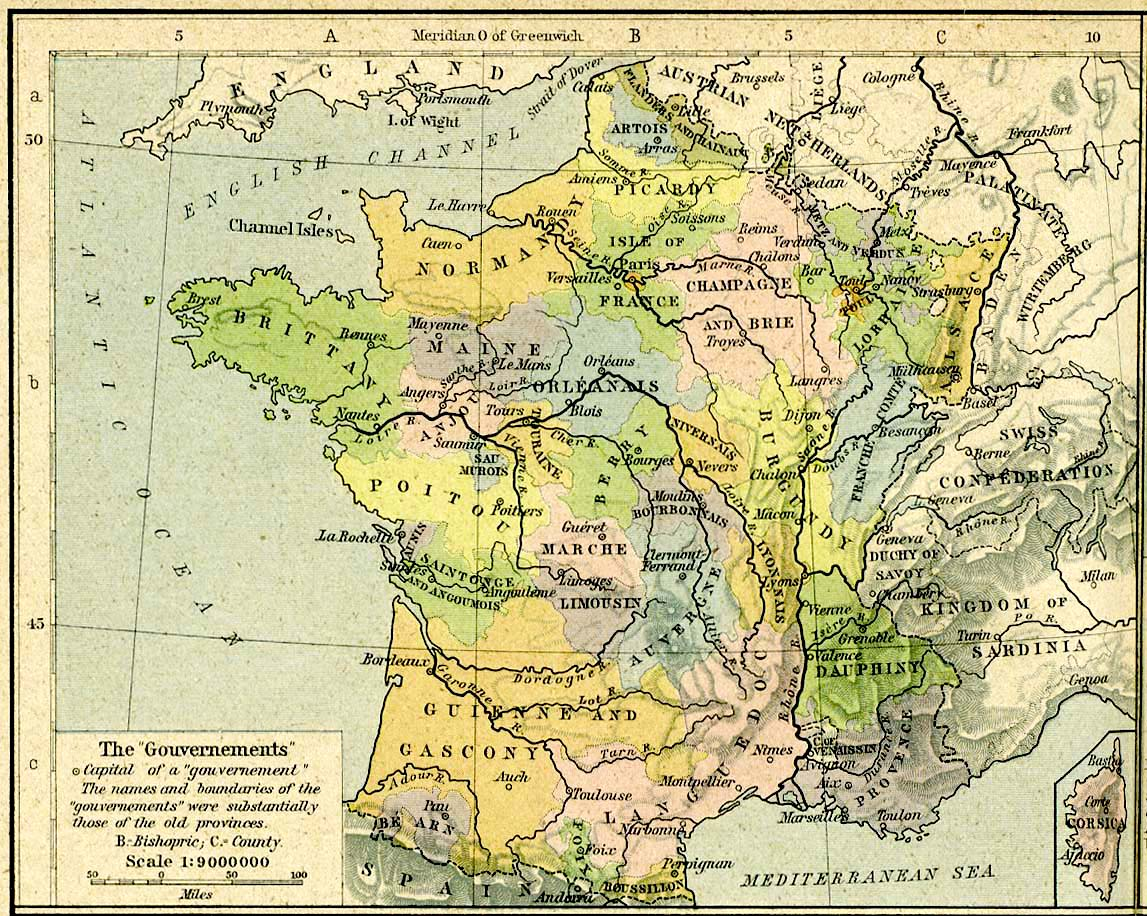
Французькі провінції в 1789 р.

У правління Людовика XV (1715—1774), початкове повернення до миру та процвітання відбулося під час регентства Філіпа II, герцога Орлеанського (1715—1723), політику якого значною мірою продовжував прем'єр-міністр короля, кардинал Фльорі (1726—1743). Виснаження Європи після двох великих воєн призвело до тривалого періоду миру, який переривався лише незначними конфліктами, такими як Війна за польську спадщину з 1733 по 1735 рр. Масштабні війни відновилися з Війною за австрійську спадщину (1740—1748 рр.). Але союз із традиційним ворогом — Габсбургами («Дипломатична революція» 1756 р.) проти зростаючої могутності Британії та Пруссії призвів до відчутної поразки у Семирічній війні (1756—1763 рр.) і втрати північноамериканських колоній Франції.
Загалом у XVIII столітті зростало невдоволення монархією та встановленими порядками. Людовик XV був дуже непопулярним королем через свої сексуальні ексцеси, загальну слабкість і втрату Канади на користь британців. Такий сильний правитель, як Людовик XIV зміг посилити позиції монархії, тоді як Людовик XV послабив її. Твори таких філософів, як Вольтер, були явним ознакою невдоволення, але король вирішив проігнорувати їх. Він помер від віспи в 1774 році і французи не дуже шкодували після його смерті. Хоча Франція ще не пережила промислову революцію, яка починалася у Британії, середній клас міст, що підвищувався, відчував дедалі більше розчарування у системі та правителях, які здавалися нерозумними, легковажними, відстороненими та застарілими, навіть якщо справжнього феодалізму у Франції більше не існувало.
Після смерті Людовика XV королем став його онук Людовик XVI. Спочатку він користувався популярністю, але в 1780-х роках його теж починають ненавидіти. Був одружений з австрійською ерцгерцогинею Марією Антуанеттою. Французька інтервенція у американську війну за незалежність обійшлась дуже дорого для королівства, яке, натомість, не отримало ніяких відчутних здобутків.
Оскільки країна перебувала в глибоких боргах, Людовик XVI дозволив радикальні реформи Тюрго і Мальзерба, але невдоволення призвело до звільнення Тюрго і відставки Мальзебера в 1776 році. Їх замінив Жак Неккер. Неккер пішов у відставку в 1781 році, щоб його замінили Калонн і Брієнн, а потім був знову відновлений у 1788 році. Сувора зима того року призвела до повсюдної нестачі продовольства, і на той час Франція була пороховою бочкою, готовою вибухнути. Напередодні Французької революції в липні 1789 року Франція перебувала в глибокій інституційній та фінансовій кризі, але ідеї Просвітництва почали проникати в освічені класи суспільства.

### Обмежена (конституційна) монархія
3 вересня 1791 р. абсолютна монархія, яка керувала Францією 948 років, була змушена обмежити свою владу і стати тимчасовою конституційною монархією. Однак це тривало недовго, і 21 вересня 1792 року французька монархія була фактично ліквідована проголошенням Першої французької республіки. Роль короля у Франції остаточно завершилася стратою Людовика XVI на гільйотині в понеділок, 21 січня 1793 р., за яким послідували Епоха терору, масові страти, Директорія як форма республіканського правління та остаточний початок двадцяти п'яти років реформ, потрясінь, диктатури, воєн і оновлення, з різними наполеонівськими війнами.

### Реставрація
Після Французької революції (1789—1799) та Першої французької імперії під керівництвом Наполеона Бонапарта (1804—1814), монархія була відновлена, коли шоста коаліція європейських держав збройно перемогла Наполеона і відновила монархію, повернувши на трон короля з династії Бурбонів у 1814 році. Однак скинутий імператор Наполеон тріумфально повернувся до Парижа з його вигнання на Ельбі і правив Францією короткий період, відомий як Сто днів.
Коли сьома європейська коаліція знову скинула Наполеона після битви при Ватерлоо в 1815 році, монархія Бурбонів була знову відновлена. Граф Провансальський, брат Людовика XVI, якого в 1793 році гільйотинували, був коронований як Людовик XVIII на прізвисько «Бажаний». Людовик XVIII намагався примирити спадщини Революції та Старого порядку, дозволивши сформувати парламент і конституційну хартію, зазвичай відому як «Дарована хартія» (фр. Charte octroyée). Його правління характеризувалося розбіжностями між доктринерами — ліберальними мислителями, які підтримували Хартію і буржуазією та ультрароялістами — аристократами та духовенством, які повністю відмовилися від спадщини революції. Мир підтримували такі державні діячі, як Талейран і герцог Рішельє, а також поміркованість і розважливість короля. У 1823 році ліберальна агітація в Іспанії призвела до французької інтервенції на боці роялістів, що дозволило королю Іспанії Фернандо VII скасувати Кадіську конституцію 1812 року.
Однак зусилля Людовіка XVIII були зведені нанівець, коли після його смерті 16 вересня 1824 року королем став його брат граф Артуа під іменем Карла X. Карл X був реакційним діячем, який підтримував ультрароялістів і католицьку церкву. За його правління була посилена цензура газет, прийнятий Закон проти святотатства, збільшені компенсації емігрантам. Тим не менш, правління також стало свідком французького втручання в Грецьку революцію на користь грецьких повстанців і першої фази завоювання Алжиру.
Абсолютистські тенденції короля не сподобалися доктринерській більшості в палаті депутатів, яка 18 березня 1830 р. надіслала королю звернення, підтримуючи права палати і фактично підтримавши перехід до повної парламентської системи. Карл X сприйняв це звернення як завуальовану загрозу, і 25 липня того ж року він видав укази Сент-Клу, намагаючись зменшити повноваження парламенту та відновити абсолютне правління. Опозиція відреагувала заворушеннями в парламенті та барикадами в Парижі, що призвело до Липневої революції. Король зрікся престолу, як і його син принц Луї Антуан, на користь свого онука графа Шамбора, призначивши свого двоюрідного брата герцога Орлеанського регентом. Проте було вже запізно, і ліберальна опозиція перемогла монархію.

### Липнева монархія

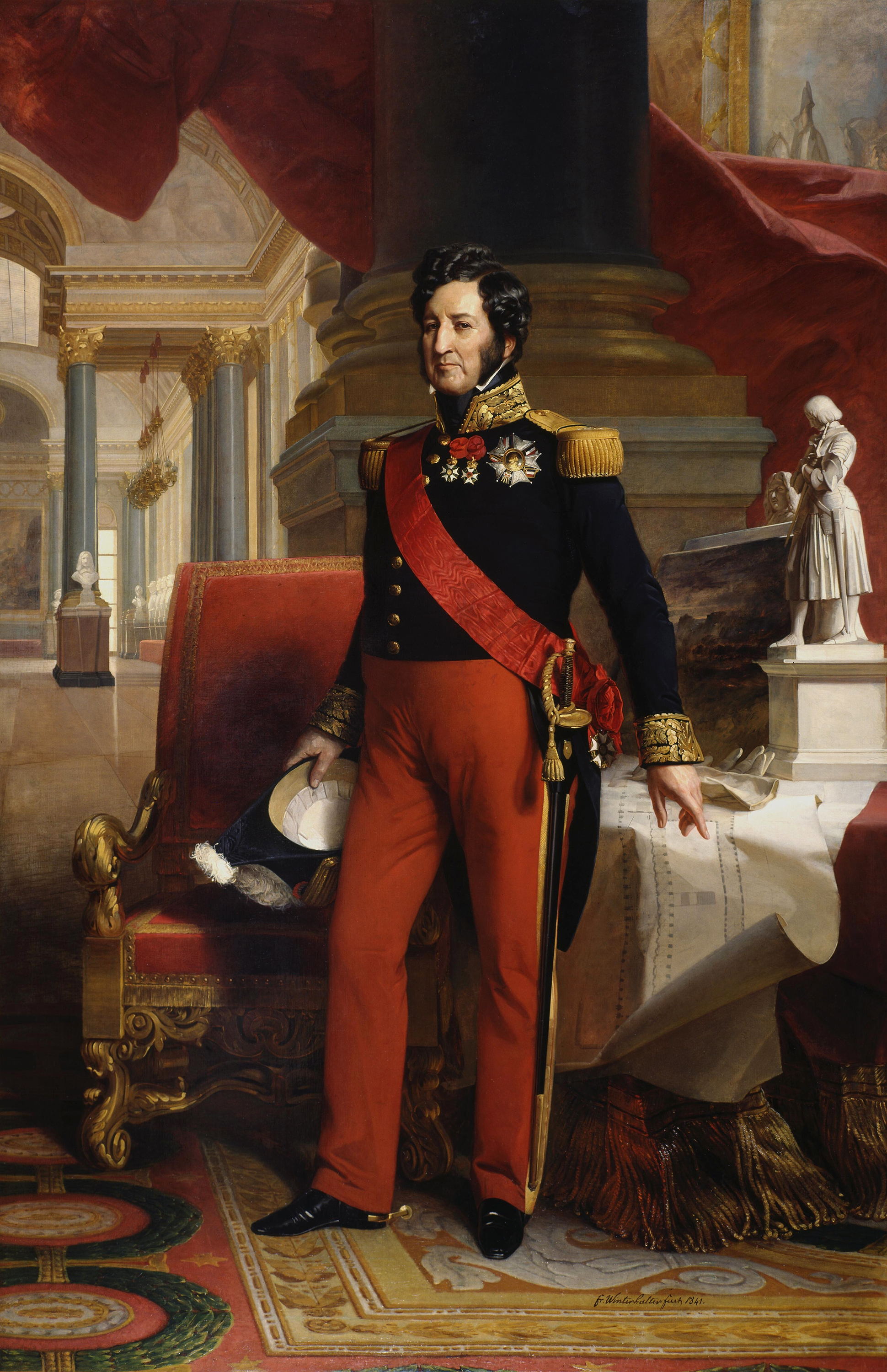
Луї Філіпп I на картині Франца Ксавера Вінтерхальтера (1841)

9 серпня 1830 року палата депутатів обрала Луї Філіппа, герцога Орлеанського, «королем французів»: вперше після Французької революції король був призначений правителем французького народу, а не країни. Білий прапор Бурбонів було замінено французьким триколором, а в серпні 1830 року була введена нова Хартія.
Завоювання Алжиру тривало, і нові поселення були створені в Гвінейській затоці, Габоні, Мадагаскарі та Майотті, а на Таїті було створено протекторат.
Однак, незважаючи на початкові реформи, Луї Філіп мало чим відрізнявся від своїх попередників. На зміну старій знаті прийшла міська буржуазія, а робітничий клас був усунутий від голосування. Луї Філіп призначив прем'єр-міністром видатних буржуа, як-от банкіра Казимира Пер'є, академіка Франсуа Гізо, генерала Жана де Дью Сульта, і таким чином отримав прізвисько «громадянин король» (фр. Roi-Citoyen). Липнева монархія була охоплена корупційними скандалами та фінансовою кризою. Опозиція короля складалася з легітімістів, які підтримували графа Шамбора, претендента на престол Бурбонів, а також з бонапартистів і республіканців, які боролися проти королівських осіб і підтримували принципи демократії.
Король намагався придушити опозицію за допомогою цензури, але коли в лютому 1848 р. була придушена «Кампанія банкетів» (Campagne des banquets), у Парижі, а потім і у всій Франції спалахнули заворушення, що призвело до Лютневої революції. Національна гвардія відмовилася придушити повстання, в результаті чого Луї Філіп зрікся престолу і втік до Англії. 24 лютого 1848 року монархію було скасовано і проголошено Другу республіку. Незважаючи на пізніші спроби відновити Королівство в 1870-х роках, під час Третьої республіки, французька монархія не повернулася.

## Території та провінції

Західне Франкське королівство за часів Гуго Капета (990 рік). Королівський домен позначено синім кольором

До XIII століття лише невелика частина нинішньої Франції була під контролем французького короля: на півночі відбулися вторгнення вікінгів, що призвели до утворення Нормандського герцогства, на заході графи Анжуйські зарекомендували себе як могутні суперники короля, до кінця XI століття керуючи «Анжуйською імперією», яка крім французьких територій включала в себе Англійське королівство. Лише в часи Філіпа II Августа основна частина території західної Франції опинилася під владою франкських королів, і, отже, Філіп став першим королем, який назвав себе «королем Франції» (1190). Боротьба за престол Франції між анжуйськими королями Англії (плантагенетами) та королями Франції (капетингами) врешті призвела до Столітньої війни і Франції вдалось відновити контроль над цими територіями лише до середини XV століття. Ті території, що зараз складають східну Францію (Лотарингія, Ельзас, Савоя, Прованс) спочатку не входили до середньовічних Західно-Франкського і Французького королівств, а відносились до Середнього Франкського королівства, а відтак до німецької Священної Римської імперії і були включені до складу Франції лише протягом Раннього Нового періоду.

Територіальний розвиток королівства за часів Філіпа II Августа (1180—1223 рр.)

Зміни території Франції в 985—1947 рр

#### Території, успадковані відЗахідно-Франкського королівства:
Домен короля Франції (королівський домен або коронні землі):
- Іль-де-Франс
- Реймс
- Бурж
- Орлеанське графство

Прямі васали французького короля в X—XII ст.:
- Шампанське графство (до королівського домену в 1316 р.)
- Блуаське графство (до королівського домену в 1391 р.)
- Бургундське герцогство (до 1477 р., відтак розділене між Францією та Габсбургами)
- Фландрське графство (в Бургундію в 1369 р.)
- Бурбонське герцогство (1327—1523)

#### Здобутки в XIII—XIVст.:
- Нормандське герцогство (1204)
- Турське графство (1204)
- Анжуйське графство (1225)
- Менське графство (1225)
- Овернське графство (1271)
- Тулузьке графство (1271), включно з:
  - Керсійське графство
  - Руерзьке графство
    - Родезьке графство

  - Жеводанське графство
  - Альбійське віконтство
  - Готський маркізат

- Шампанське графство (до королівського домену в 1316 р.)
- В'єннський дофінат/Дофіне (1349), спадкове володіння королів Франції, належало дофіну (першому спадкоємцю) французького короля, але формально не було частиною Французького королівства, оскільки номінально залишалося частиною Священної Римської імперії.
- Блуаське графство (до королівського домену в 1391 р.)

#### Придбання володінь англійських королівПлантагенетівз перемогою французів уСтолітній війні1453р.
- Аквітанське герцогство (Гієнь), включно з:
  - Пуатевінське графство
  - Ла-Марське графство
  - Ангумуаське графство
  - Перигорське графство
    - Округ Веле

  - Сентонзьке графство
  - Лімузенське віконтство
  - Іссуденська сеньйорія
  - Деольська сеньйорія
  - Гасконське герцогство
    - Графство Ажене

- Бретанське герцогство (оспорювалось з часів Війни за бретонську спадщину, до Франції в 1453 році, до королівського домену в 1547 році)

#### Придбання в період після закінченняСтолітньої війни:
- Бургундське герцогство (1477)
- Прованське графство (1481)
- Па-де-Кале (1558)
- Наваррське королівство (1620)
- Ельзас — відповідно до умов Вестфальського (1648), Німвегенських (1678-79) та Ратісбонського (1684) мирних договорів
- Артуаське графство (1659)
- Русільйон і Перпіньян, Монмеді та інші частини Люксембурзького герцогства, частина Фландрського графства, зокрема Аррас, Бетюн, Гравлін і Тьйонвіль (Піренейський договір 1659 р.)
- Бургундське графство (1668, 1679)
- Французьке Ено (1679)
- Оранське князівство (1713)
- Лотаринзьке герцогство (1766)
- Корсика (1769)
- Венессенське графство (Комта-Венесен) (1791)